# استخدام الدروع البشرية في الصراع الفلسطيني الإسرائيلي
استخدمت قوات الاحتلال الإسرائيلية، حسب روايتها، الأطفال والمدنيين والمعتقلين الفلسطينيين دروعاً بشرية آلاف المرات لثني المقاتلين الفلسطينيين عن الهجوم وأداء مهام تهدد إسرائيل.
وثّقت الأمم المتحدة استخدام قوات الاحتلال الإسرائيلية الفلسطينيين دروعاً بشرية، وكما وثقت ذلك منظمات حقوق الإنسان منها هيومن رايتس ووتش، وبتسيلم، ومنظمة العفو الدولية، وشهادات من جنود إسرائيليين سابقين ومجهولين. ويعتقد بعض الباحثين في هذا المجال أن جيش الاحتلال الإسرائيلي قد يكون القوة العسكرية الوحيدة التي تمارس هذه الممارسة بشكل منهجي في العقود الأخيرة. وبحسب منظمة بتسيلم، فإن جنود جيش الاحتلال الإسرائيلي يضعون المدنيين الفلسطينيين أمامهم أو يضعون المدنيين في خط النار، ويجبرون الفلسطينيين على إزالة الأجسام المشبوهة (المتفجرات المحتملة). ويجبر جنود جيش الاحتلال الإسرائيلي أيضًا المدنيين الفلسطينيين على السير عبر المباني المشتبه بأنها مفخخة. وتستخدم إسرائيل أيضًا "إجراء الجار" الذي يُجبر المدنيين الفلسطينيين بموجبه على محاولة إقناع الأفراد المطلوبين بتسليم أنفسهم للجيش الإسرائيلي. وقد دافعت وزارة الدفاع الإسرائيلية عن هذه الممارسة الأخيرة، ولكن المحكمة العليا الإسرائيلية حظرتها في عام 2005، على الرغم من وجود تقارير عن استخدامها حتى بعد صدور الحكم. خلال غزو غزة عام 2009، ورد أن جيش الاحتلال الإسرائيلي استخدم العائلات الفلسطينية (من البالغين والأطفال) كدروع بشرية.
على مدار الحرب الدائرة في غزة، أصبح استخدام إسرائيل للفلسطينيين دروعاً بشرية أمرًا شائعًا بشكل متزايد. ويستخدم جيش الاحتلال الإسرائيلي على نطاق واسع الفلسطينيين الذين يرتدون ملابس الجنود الإسرائيليين كدروع بشرية لاستكشاف الأنفاق في قطاع غزة. كتب جندي في جيش الاحتلال الإسرائيلي في صحيفة إسرائيلية بشكل مجهول أن "كل فصيلة في جيش الاحتلال الإسرائيلي تحتفظ بدرع بشري"، ويستغل الجيش هؤلاء الدرع البشري حوالي ست مرات يوميا. "نحن ندير جيشًا فرعيًا من العبيد"، كتب الجندي. أعدم الإسرائيليون على الأقل اثنين من المدنيين الفلسطينيين في غزة أثناء عملهم كدروع بشرية لهم أو بعد ذلك بقليل.

## الخلفية
يتطلب قانون النزاع المسلح من الأطراف المتحاربة التمييز بين المقاتلين وغير المقاتلين – حيث يجوز قتل المقاتلين بشكل مشروع، بينما يتمتع غير المقاتلين بالحماية. يشير الدرع البشري إلى وضع شخص غير مقاتل في خط النار، وبالتالي منع استهداف الهدف العسكري المشروع دون إيذاء غير المقاتل.
وقد تم توثيق استخدام الفلسطينيين ليكونوا دروعاً بشرية من قبل قوات الاحتلال الإسرائيلية من قبل الأمم المتحدة، ومنظمات حقوق الإنسان بما في ذلك هيومن رايتس ووتش، وبتسيلم، ومنظمة العفو الدولية، وشهادات من جنود إسرائيليين سابقين ومجهولين. ويعتقد بعض الباحثين في هذا المجال أن جيش الاحتلال الإسرائيلي قد يكون القوة العسكرية الوحيدة التي تمارس هذه الممارسة بشكل منهجي في العقود الأخيرة. وبحسب منظمة بتسيلم، فإن جنود جيش الاحتلال الإسرائيلي يضعون المدنيين الفلسطينيين أمامهم أو يضعون المدنيين في خط النار، ويجبرون الفلسطينيين على إزالة الأجسام المشبوهة (المتفجرات المحتملة). ويجبر جنود جيش الاحتلال الإسرائيلي أيضًا المدنيين الفلسطينيين على السير عبر المباني المشتبه بأنها مفخخة. وتستخدم إسرائيل أيضًا "إجراء الجار" الذي يُجبر المدنيين الفلسطينيين بموجبه على محاولة إقناع الأفراد المطلوبين بتسليم أنفسهم للجيش الإسرائيلي. وقد دافعت وزارة الدفاع الإسرائيلية عن هذه الممارسة الأخيرة، ولكن المحكمة العليا الإسرائيلية حظرتها في عام 2005، على الرغم من وجود تقارير عن استخدامها حتى بعد صدور الحكم. خلال غزو غزة عام 2009، ورد أن جيش الاحتلال الإسرائيلي استخدم العائلات الفلسطينية (من البالغين والأطفال) كدروع بشرية.

## الاستخدام من قبل الاحتلال الإسرائيلي
وقد وثقت منظمات حقوق الإنسان، بما في ذلك هيومن رايتس ووتش وبتسيلم ومنظمة العفو الدولية، استخدام قوات الاحتلال الإسرائيلية للفلسطينيين كدروع بشرية، مع اعتقاد بعض الباحثين في المنطقة أن جيش الاحتلال الإسرائيلي قد يكون القوة العسكرية الوحيدة التي تمارس هذه الممارسة بشكل منهجي في العقود الأخيرة. وبحسب منظمة بتسيلم، فإن جنود جيش الاحتلال الإسرائيلي وضعوا المدنيين الفلسطينيين أمامهم أو وضعوا المدنيين في خط النار، وأجبروا الفلسطينيين على إزالة الأجسام المشبوهة (المتفجرات المحتملة). ويجبر جنود جيش الاحتلال الإسرائيلي أيضًا المدنيين الفلسطينيين على السير عبر المباني المشتبه بأنها مفخخة. وتستخدم إسرائيل أيضًا "إجراء الجار" الذي يُجبر المدنيين الفلسطينيين بموجبه على محاولة إقناع الأفراد المطلوبين بتسليم أنفسهم للجيش الإسرائيلي. وقد دافعت وزارة الدفاع الإسرائيلية عن هذه الممارسة الأخيرة، ولكن المحكمة العليا الإسرائيلية حظرتها في عام 2005، على الرغم من وجود اتهامات باستخدامها حتى بعد صدور الحكم. خلال غزو غزة عام 2009، ورد أن جيش الاحتلال الإسرائيلي استخدم العائلات الفلسطينية (من البالغين والأطفال) كدروع بشرية. توصل تحقيق أجرته صحيفة هآرتس إلى أن الفلسطينيين الذين يرتدون ملابس الجنود الإسرائيليين يستخدمون على نطاق واسع من قبل جيش الاحتلال الإسرائيلي في حرب غزة كدروع بشرية لاستكشاف الأنفاق في قطاع غزة. وتشمل الأمثلة الأخرى على ذلك: قيام جنود جيش الاحتلال الإسرائيلي بوضع المدنيين الفلسطينيين أمامهم أو وضع المدنيين في خط النار؛ وإجبار الفلسطينيين على إزالة الأجسام المشبوهة (المتفجرات المحتملة)؛ وإرسال الفلسطينيين لمحاولة إقناع المسلحين بتسليم أنفسهم (ما يسمى "إجراء الجار").
لقد استخدمت قوات الاحتلال الإسرائيلية المدنيين كدروع بشرية عدة مرات لثني المقاتلين الفلسطينيين عن الهجوم وأداء مهام تهدد الحياة.

### 1948–1967
خلال احتلال قطاع غزة من قبل إسرائيل في عامي 1956 و1957 (كجزء من أزمة السويس)، كانت القوات الإسرائيلية تقوم بتفتيش منازل الفدائيين الفلسطينيين المشتبه بهم بحثًا عن الأسلحة أو المخابئ أو المقاتلين المختبئين. وبما أن هذه المنازل قد تكون مليئة بالفخاخ أو القناصة في انتظار الجنود الإسرائيليين، فإنهم يستخدمون الأطفال الفلسطينيين كدروع بشرية.

### الانتفاضة الثانية
وأفاد مسؤولون إسرائيليون أن قوات الاحتلال الإسرائيلية استخدمت إجراء "الدروع البشرية" في 1200 مناسبة خلال الانتفاضة الثانية (2000–2005). وقد أدى هذا الإجراء إلى مقتل مدني فلسطيني واحد على الأقل: وهو شاب يبلغ من العمر 19 عاماً يدعى نضال أبو محسن. في أبريل/نيسان 2004، تم تصوير صبي فلسطيني يبلغ من العمر 13 عاماً بعد ربطه بمركبة مدرعة إسرائيلية بهدف معلن وهو تثبيط المتظاهرين الفلسطينيين عن إلقاء الحجارة.
وفقًا لمنظمات حقوق الإنسان مثل منظمة العفو الدولية وهيومن رايتس ووتش، استخدمت قوات الاحتلال الإسرائيلية المدنيين الفلسطينيين كدروع بشرية أثناء معركة جنين عام 2002. قالت منظمة حقوق الإنسان الإسرائيلية "بتسيلم " إنه "لفترة طويلة من الزمن بعد اندلاع الانتفاضة الثانية، وخاصة أثناء عملية الدرع الواقي في أبريل/نيسان 2002، استخدم جيش الاحتلال الإسرائيلي المدنيين الفلسطينيين بشكل منهجي كدروع بشرية، مما أجبرهم على تنفيذ عمليات عسكرية هددت حياتهم". وأفاد مركز الميزان عن استخدام ممنهج للدروع البشرية أثناء غزو بيت حانون في عام 2004. كما استخدم الجنود الإسرائيليون الدروع البشرية لقمع احتجاجات رشق الحجارة في الخليل عام 2003.
وأوردت منظمة العفو الدولية المثال التالي: في 5 إبريل/نيسان 2002، أخذ ضابط في جيش الاحتلال الإسرائيلي رجلاً فلسطينياً من منزله وطلب منه أن يذهب معهم. وعندما رفض الرجل الفلسطيني، الذي كان أطفاله حوله، مراراً وتكراراً، قال ضابط جيش الاحتلال الإسرائيلي: "أفضل عدم استخدام القوة". وبعد ذلك أمسك ضابط جيش الاحتلال الإسرائيلي الرجل الفلسطيني من رقبته وأجبره على السير أمام جنود جيش الاحتلال الإسرائيلي. واختبأ ضابط جيش الاحتلال الإسرائيلي خلف الرجل الفلسطيني وبدأ بإطلاق النار. وعلى مدى عدة ساعات، أجبره جنود جيش الاحتلال الإسرائيلي على الوقوف أمامهم مرارا وتكرارا بينما كانوا يطلقون النار على المسلحين الفلسطينيين المشتبه بهم. خلال هذه الفترة طلب الرجل الفلسطيني إطلاق سراحه، لكن جيش الاحتلال الإسرائيلي رفض ذلك. وأخيرًا، خلال إحدى الحوادث، أصيب رجل فلسطيني برصاصة في ساقه، وأُطلق سراحه أخيرًا من قبل جيش الاحتلال الإسرائيلي.
في عام 2002 أصدرت المحكمة العليا في إسرائيل أمراً قضائياً مؤقتاً يحظر هذه الممارسة في أعقاب وفاة نضال أبو محسن البالغ من العمر 19 عاماً، والذي قُتل بالرصاص عندما أجبره جيش الاحتلال الإسرائيلي على طرق باب جاره، الناشط في حركة حماس ناصر جرار، في قرية طوباس بالضفة الغربية وإبلاغه بمطالب الجيش الإسرائيلي بتسليم نفسه.
في عام 2004، تم تصوير صبي يبلغ من العمر 13 عامًا، محمد بدوان، وهو مقيد بسيارة شرطة إسرائيلية في قرية بِدو بالضفة الغربية، حيث كان يتم استخدامها كدرع لردع المتظاهرين الذين يلقون الحجارة. تم القبض على الحاخام أريك آشيرمان بعد محاولته التدخل.
في عام 2005، حظرت المحكمة العليا الإسرائيلية هذه الممارسة، واستأنفت وزارة الدفاع الإسرائيلية القرار. في حين أقرت ودافعت عن "استخدام الفلسطينيين لتوصيل التحذيرات إلى الرجال المطلوبين بشأن عمليات الاعتقال الوشيكة"، وهي الممارسة المعروفة في إسرائيل باسم "إجراء الجار"، فقد نفت قوات الاحتلال الإسرائيلية التقارير التي تحدثت عن "استخدام الفلسطينيين كدروع بشرية ضد الهجمات على قوات الاحتلال الإسرائيلية"، قائلة إنها حظرت هذه الممارسة بالفعل.
ومع ذلك، في عام 2006، أشارت التحقيقات الأولية التي أجرتها منظمة بتسيلم إلى أن جيش الاحتلال الإسرائيلي استخدم المدنيين كدروع بشرية في بيت حانون. ووجدت منظمة الدفاع عن الأطفال الدولية أيضًا أن من بين 26 حالة استخدمت فيها القوات الإسرائيلية أطفالًا فلسطينيين كدروع بشرية، والتي وثقتها منذ عام 2004، فإن الغالبية العظمى منها حدثت بعد حظر المحكمة العليا.
في فبراير 2007، تم إصدار لقطات لحادثة تتعلق بسامح عميرة، وهو فلسطيني يبلغ من العمر 24 عامًا، والذي أظهره الفيديو وهو يعمل كدرع بشري لمجموعة من الجنود الإسرائيليين، ويدخل إلى شقق يشتبه في أنها تابعة لمسلحين فلسطينيين قبل الجنود. وفي فبراير/شباط 2007، أخبر ابن عم أميرة البالغ من العمر 15 عاماً وفتاة تبلغ من العمر 11 عاماً في الضفة الغربية منظمة بتسيلم بشكل مستقل أن الجنود الإسرائيليين أجبروا كل منهما في حادثين منفصلين على فتح باب شقة مجاورة يملكها شخص مشتبه به في أنه مسلح، والدخول إلى الداخل قبلهم، وفتح الأبواب والنوافذ.
وقد بدأ الجيش الإسرائيلي تحقيقا جنائيا في الحادثة التي تورطت فيها أميرة. في إبريل/نيسان 2007، أوقف الجيش الإسرائيلي قائداً عن العمل بعد اتهام الوحدة التي كان يقودها باستخدام الفلسطينيين كدروع بشرية في عملية الضفة الغربية. في أبريل 2007، أفادت شبكة سي بي إس نيوز أنه وفقًا لجماعات حقوق الإنسان، فإن جيش الاحتلال الإسرائيلي لم يوقف استخدام الدروع البشرية، لكن معدل استخدامها كان في انخفاض.

### «إجراء الجار»
إن ممارسة "إجراء الجار" التي اتبعتها قوات الاحتلال الإسرائيلية خلال الانتفاضة الثانية، استخدمت الفلسطينيين كدروع بشرية. وبموجب هذا الإجراء، كان جيش الاحتلال الإسرائيلي يرغم أشخاصاً يتم اختيارهم عشوائياً على الاقتراب من منازل المشتبه بهم من المسلحين وإقناعهم بالاستسلام، وهي ممارسة يمكن القول إنها عرضت حياة هؤلاء الأشخاص للخطر. وفي عام 2002، طعنت منظمة " عدالة" غير الحكومية الإسرائيلية في هذه الممارسة قانونياً أمام المحكمة العليا الإسرائيلية. ومع ذلك، استمر جيش الاحتلال الإسرائيلي في استخدام الفلسطينيين في "إجراء الجار"، حيث كان يتم اختيار أشخاص عشوائياً ليتم إجبارهم على الاقتراب من منازل المشتبه بهم وإقناعهم بتسليم أنفسهم، وهي الممارسة التي يمكن القول إنها عرضت حياة المشتبه بهم للخطر. قضت المحكمة في أكتوبر/تشرين الأول 2005 "بحظر أي استخدام للمدنيين الفلسطينيين أثناء العمليات العسكرية، بما في ذلك "إجراء الإنذار المسبق". ووفقًا لمنظمة بتسيلم، تشير التقارير إلى أن هذه الممارسة استمرت رغم ذلك، في عمليات عسكرية مثل عملية الرصاص المصبوب، وعملية الجرف الصامد، وأن "الغالبية العظمى من هذه التقارير لم يتم التحقيق فيها قط، وتلك التي تم التحقيق فيها لم تسفر عن أي إجراء آخر".

### الحرب على غزة 2008–2009
خلال حرب غزة 2008–09 المعروفة باسم عملية الرصاص المصبوب، اتُهمت القوات العسكرية الإسرائيلية بمواصلة استخدام المدنيين كدروع بشرية من قبل منظمة العفو الدولية وكسر الصمت. وبحسب الشهادات التي نشرتها هاتان المجموعتان، استخدمت القوات الإسرائيلية فلسطينيين عزل، بمن فيهم الأطفال، لحماية المواقع العسكرية، والمشي أمام الجنود المسلحين، والدخول إلى المباني للتحقق من عدم وجود أي أفخاخ أو مسلحين، وتفتيش الأجسام المشبوهة بحثاً عن المتفجرات. وذكرت منظمة العفو الدولية أنها وجدت حالات "أجبرت فيها القوات الإسرائيلية الفلسطينيين على البقاء في غرفة واحدة من منازلهم بينما حولت بقية المنزل إلى قاعدة وموقع قناصة، واستخدمت العائلات، من البالغين والأطفال، كدروع بشرية وعرضتهم للخطر". كما اتهم مجلس حقوق الإنسان التابع للأمم المتحدة إسرائيل باستخدام الدروع البشرية خلال الصراع في غزة في عام 2008–09.
جمعت صحيفة الغارديان ثلاثة مقاطع فيديو وشهادات من مدنيين حول جرائم حرب مزعومة ارتكبها جنود إسرائيليون خلال حرب غزة 2008–09، بما في ذلك استخدام الأطفال الفلسطينيين كدروع بشرية. وفي مقاطع الفيديو، قال ثلاثة أشقاء مراهقين من عائلة العطار إنهم أجبروا تحت تهديد السلاح على الركوع أمام الدبابات لردع مقاتلي حماس عن إطلاق النار عليهم، وإنهم استخدموا "لتطهير" المنازل للجنود الإسرائيليين.
وفي شهادة أدلى بها جندي من جيش الاحتلال الإسرائيلي لصالح منظمة كسر الصمت، قال إن قائده أمر بإرسال "جار" لكل منزل يقتحمه جيش الاحتلال الإسرائيلي ليدخل قبل الجندي، وفي بعض الأحيان كان الجندي يضع مسدسه على كتف الجار؛ وبحسب الجندي فإن "القادة قالوا إن هذه هي التعليمات وكان علينا أن ننفذها". وشهد مدنيون من غزة أيضًا بأنهم تعرضوا للاستغلال كدروع بشرية من قبل جنود الاحتلال الإسرائيلي.
ردّ مسؤول عسكري إسرائيلي على هذه الادعاءات قائلاً: "عمل جيش الاحتلال الإسرائيلي وفقًا لقواعد الحرب، وبذل قصارى جهده لتقليل الأذى الذي يلحق بالمدنيين غير المشاركين في القتال. استخدام جيش الاحتلال الإسرائيلي للأسلحة يتوافق مع القانون الدولي". وزعم متحدث باسم السفارة الإسرائيلية أن حماس ضغطت على سكان غزة لتوجيه هذه الاتهامات.
في 12 مارس/آذار 2010، قدمت نيابة جيش الاحتلال الإسرائيلي لائحة اتهام ضد اثنين من الرقيبين من لواء جفعاتي لإجبارهما طفلاً فلسطينياً يبلغ من العمر تسع سنوات على فتح عدد من الحقائب التي اعتقدا أنها قد تحتوي على متفجرات في يناير/كانون الثاني 2009. وقال الصبي إنه تعرض للضرب من قبل الجنود وأجبر على العمل معهم تحت تهديد السلاح. وقالت قوات الاحتلال الإسرائيلية إنها فتحت التحقيق بعد أن لفتت الأمم المتحدة انتباهها إلى الحادثة. في 3 أكتوبر/تشرين الأول 2010، أصدرت المحكمة العسكرية حكماً بالإدانة في هذه القضية، مصحوباً بخفض رتبتهما وحكم مع وقف التنفيذ، ضد المتهمين، على الرغم من عدم سجن أي من الجنديين. وقد تعرضت العقوبة لانتقادات من هيومن رايتس ووتش ووالدة الصبي باعتبارها متساهلة للغاية.

### من 2009 إلى الحرب على غزة 2014
واتهمت لجنة حقوق الطفل التابعة للأمم المتحدة القوات الإسرائيلية في يونيو/حزيران 2013 "بالاستخدام المتواصل للأطفال الفلسطينيين كدروع بشرية ومخبرين"، معربة عن قلقها العميق إزاء الإبلاغ عن 14 حالة من هذا القبيل في الفترة من يناير/كانون الثاني 2010 إلى مارس/آذار 2013. وتقول إن جميع الجنود المتهمين بالتورط في الحوادث تقريبًا لم تتم معاقبتهم.
في مقابلة مع منظمة كسر الصمت، روى جندي إسرائيلي سابق أن قائد وحدته استخدم سياسة إجبار المدنيين الفلسطينيين على دخول منازل المشتبه بهم من المسلحين قبل الجنود الإسرائيليين، على الرغم من الاعتراف بحظرها، حيث كان القائد يفضل أن يُقتل مدني فلسطيني أثناء قيامه بالواجب بدلاً من قتل أحد رجاله. وقال إن الشباب الفلسطينيين يستخدمون أيضًا من قبل هذه الوحدة للقيام بمهام عسكرية لصالح الجيش الإسرائيلي.
أفادت منظمة الدفاع عن الأطفال الدولية – فلسطين أن أحمد أبو ريدة (المعروف أيضًا باسم "ريدة") البالغ من العمر 17 عامًا، اختطفه جنود إسرائيليون، وبعد أن ضربوه وهددوه، بما في ذلك الاعتداء الجنسي، استخدموه كدرع بشري لمدة خمسة أيام، وأجبروه على السير أمامهم مع كلاب الشرطة تحت تهديد السلاح، وتفتيش المنازل والحفر في الأماكن التي اشتبه الجنود في وجود أنفاق فيها. وذكرت صحيفة نيويورك تايمز أن ادعاءاته لم يكن من الممكن التحقق منها بشكل مستقل؛ وأكد الجيش الإسرائيلي أنه تم اعتقاله، مشيرًا إلى انتماء والده إلى حماس، الذي كان مسؤولاً كبيراً في وزارة السياحة في غزة. ولم يتم تقديم أي دليل مادي على العنف الجسدي المزعوم الذي تعرضت له رايدا، مثل الصور أو التقارير الطبية أو الجروح المتبقية الناتجة عن الضربات المتكررة.
أجرى المرصد الأورومتوسطي لحقوق الإنسان تحقيقا خلال العملية العسكرية وبعدها. وخلص التحقيق إلى أن جنود الاحتلال استخدموا المدنيين الفلسطينيين كدروع بشرية في خزاعة خلال حرب غزة عام 2014. وقالت إحدى العائلات للمجموعة إن جنود الاحتلال قتلوا رب الأسرة بعد أن تقدم نحوهم، ثم قاموا بوضع أفراد الأسرة الناجين، بمن فيهم الأطفال، بجانب نوافذ المنزل بينما بدأ الجنود في إطلاق النار حولهم.

### 2021–2023
في يوليو/تموز 2021، احتجزت القوات الإسرائيلية مصور وكالة أسوشيتد برس، مجدي محمد، رغماً عنه أثناء تأديته واجبه الإعلامي خلال عملية في الضفة الغربية، حيث رشق متظاهرون فلسطينيون الجنود بالحجارة. وروى محمد أن ضابطاً أخبره أنه محتجز لمنع المزيد من رشق الحجارة، وعندها أخبر الضابط أن هذا يُعدّ استخداماً له كدرع بشري.
في مايو/أيار 2022، اتُهم جنود إسرائيليون باستخدام فتاة تبلغ من العمر 16 عامًا كدرع بشري أثناء تبادل إطلاق النار مع مسلحين فلسطينيين في جنين. وقالت الفتاة لمنظمة الدفاع عن الأطفال الدولية في مقابلة لها إن الجنود الإسرائيليين أجبروها على الوقوف أمام مركبة عسكرية إسرائيلية لمدة ساعتين. وعندما اتصلت أميرة هاس من صحيفة هآرتس بالشرطة الإسرائيلية بخصوص هذا الحادث، رفضوا التعليق على التفاصيل، واكدوا فقط أن القوة تصرفت "بأخلاقية ومهنية".
كشف تقرير للأمم المتحدة عن ثلاثة أمثلة لاستخدام إسرائيل للأطفال الفلسطينيين كدروع بشرية في عام 2022.
في مايو 2023، قبل بدء حرب غزة، وثقت الحركة العالمية للدفاع عن الأطفال – فلسطين (DCIP) بالفعل استخدام خمسة أطفال كدروع بشرية من قبل الجيش الإسرائيلي منذ بداية ذلك العام، وكان اثنان من الضحايا توأمان يبلغان من العمر عامين.

### 2023–2025 الحرب على غزة
وكان استخدام الفلسطينيين كدروع بشرية من قبل القوات الإسرائيلية منتشرا على نطاق واسع خلال الحرب. بحلول أكتوبر/تشرين الأول 2024، قامت ما لا يقل عن 11 فرقة من الجيش الإسرائيلي بنشر دروع بشرية في خمس مدن في غزة، وفي كثير من الأحيان بدعم من ضباط المخابرات الإسرائيلية. وقد تم استخدام المعتقلين الفلسطينيين، بما في ذلك المدنيين والأطفال، للتحقق من الأنفاق التي بنتها حماس وغيرها من المواقع التي يعتقد الجيش الإسرائيلي أن المسلحين الفلسطينيين ربما نصبوا فيها كمينًا أو فخًا. وتشير تحليلات صحيفة نيويورك تايمز إلى أن هذه الممارسة أصبحت شائعة بشكل متزايد أثناء الحرب. وبحسب الجنود الذين شاركوا في استخدام الدروع البشرية من قبل الجيش الإسرائيلي أو شهدوا ذلك، فإن هذه الممارسة روتينية. ويقدر جندي إسرائيلي، كتب لصحيفة هآرتس دون الكشف عن هويته، أن كل لواء من لواءات الجيش الإسرائيلي يحتفظ بنحو 36 فلسطينياً كدروع بشرية، ويتعرضون للإساءة في هذا الدور ست مرات يومياً. "نحن ندير جيشًا فرعيًا من العبيد"، كما كتبوا.
وقد قدر المحلل الإسرائيلي عاموس هاريل أن استخدام جيش الاحتلال الإسرائيلي للفلسطينيين كدروع بشرية كان واسع الانتشار في حرب غزة، مما يضعه في سياق انهيار أكثر عمومية للنظام والانضباط بين الجنود الإسرائيليين والذي يشمل أيضًا القتل العشوائي للمدنيين، وإحراق المنازل دون مبرر، والاعتداء الجنسي وتعذيب أسرى الحرب. ومع ذلك، كشف تحليل صحيفة هآرتس أن استخدام الدروع البشرية يحظى بالتسامح على الأقل من جانب كبار المسؤولين الدفاعيين الإسرائيليين. صرح الباحث في القانون الدولي مايكل ن. شميت، في مقابلة مع صحيفة التايمز، أنه لم يكن على علم بأي قوة عسكرية أخرى استخدمت المدنيين أو أسرى الحرب كدروع بشرية في العقود الأخيرة. كما اتهم فيليب لازاريني، رئيس وكالة الأمم المتحدة لإغاثة وتشغيل اللاجئين الفلسطينيين (الأونروا)، والتي كانت هدفاً لهجمات عنيفة متكررة وإجراءات تعسفية من جانب إسرائيل، الجيش الإسرائيلي باستخدام أفرادها كدروع بشرية خلال هذه الحرب. صرحت نيف جوردون، الأستاذة الإسرائيلية للقانون الدولي بجامعة كوين ماري في لندن، بأن استخدام إسرائيل للدروع البشرية كان "جريمتي حرب في عمل واحد".
أفاد تحقيقٌ أجرته الحركة العالمية للدفاع عن الأطفال أن جيش الاحتلال الإسرائيلي استخدم عدة أطفال كدروع بشرية في حي التفاح بمدينة غزة يوم 27 ديسمبر/كانون الأول 2023. وفي تلك الحادثة، اعتُقل 50 فلسطينيًا، بينهم أطفال. وأبلغ شقيقان، يبلغان من العمر 12 و13 عامًا، المحققين أن الجنود أجبروهما على خلع ملابسهما، وقيدوا أيديهما، وأجبروهما على السير أمام الدبابات الإسرائيلية مع فلسطينيين آخرين. كما أفاد الشقيق الأصغر بتعرضه للصفع والركل والضرب على يد الإسرائيليين.
في 16 يناير/كانون الثاني 2024، اتهم صاحب متجر فلسطيني في قرية دورا بالضفة الغربية جنود جيش الاحتلال الإسرائيلي باستخدامه كدرع بشري. ويظهر مقطع فيديو تم تصويره بواسطة هاتف محمول جنديًا إسرائيليًا يسير في الشارع مع الرجل أمامه، بينما كان الجندي يضع بندقيته على كتف الضحية.
وأفادت الحركة العالمية للدفاع عن الأطفال أن قوات الاحتلال استخدمت ثلاثة فتيان تتراوح أعمارهم بين 12 و14 عاماً كدروع بشرية في حوادث منفصلة في طولكرم في بداية شهر مايو/أيار 2024. أكد تقرير للأمم المتحدة حول إساءة معاملة الأطفال أثناء حرب غزة وجود خمس حالات منذ السابع من أكتوبر/تشرين الأول استخدمت فيها القوات الإسرائيلية الأولاد الفلسطينيين كدروع بشرية أثناء "عمليات إنفاذ القانون" في الضفة الغربية.
في 22 يونيو 2024، تم نشر مقطع فيديو لرجل فلسطيني مصاب، يبلغ من العمر 23 عامًا، يدعى مجاهد عبادة، وهو مربوط بغطاء محرك سيارة جيب إسرائيلية تمر عبر جنين. وأكد شاهد عيان آخر أن قوات الاحتلال قامت بحمل الجريح على غطاء محرك السيارة، وأبقته تحت أشعة الشمس الحارقة لعدة دقائق، حتى سلمته إلى سيارة إسعاف تابعة جمعية الهلال الأحمر الفلسطيني كانت متوقفة في مكان قريب. وزعم المصدر أن هذا كان دليلاً على أن الرجل الجريح لم يكن مشتبهاً به، كما زعم جيش الاحتلال الإسرائيلي في وقت لاحق. وقال أحد خبراء الأمم المتحدة إن الحادث يرقى إلى مستوى استخدام الدروع البشرية. وقال أحد أبناء عمومة عبادة للصحافة إن القوات الإسرائيلية قامت مؤخرًا بنفس الشيء مع ثلاثة أشخاص آخرين. وفي وقت لاحق، تقدم فلسطينيان آخران بشهادتهما لهيئة الإذاعة البريطانية (بي بي سي)، وعرضا أدلة مصورة تثبت أنهما تعرضا لإطلاق النار وربطا بسيارة جيب في عملية أخرى.
وفي ليلة 28 أغسطس/آب 2024، وخلال اقتحام لمدينة طولكرم، أفادت التقارير أن القوات الإسرائيلية استخدمت طفلة تبلغ من العمر 10 سنوات، تدعى ملك شهاب، كدرع بشري في مخيم نور شمس للاجئين. أُجبرت امرأة وأربعة أطفال على مغادرة منزلهم، بينما اعتقلت فتاة، وأُرغمت على التخويف أيضًا بواسطة كلب عسكري غير مقيد تم إطلاقه لشمها، وأُمرت بفتح الأبواب في منزل عمتها على التوالي.
توصل تحقيق أجرته صحيفة هآرتس، استند إلى شهادات العديد من الجنود الإسرائيليين، إلى أن المراهقين والبالغين الفلسطينيين يُستخدمون بانتظام كدروع بشرية أثناء استكشاف شبكة الأنفاق في قطاع غزة. ويطلق عليهم الجنود الإسرائيليون اسم "الشواشيم"، حيث يتم تجهيزهم، باستثناء الأحذية الرملية، بحيث يشبهون الجنود الإسرائيليين، مكبلي الأيدي ومعصوبي الأعين، وبكاميرا فيديو مثبتة على أجسادهم، يتم إرسالهم إلى المنازل التي يشتبه في اختباء مقاتلي حماس فيها، أو إلى الأنفاق التي قد تكون مفخخة. وفي بعض الأحيان، أُجبر حتى الرجال الفلسطينيين المسنين على القيام بهذا العمل. ويقال إن هذه الممارسة معروفة على نطاق واسع لدى قادة الميدان في جيش الاحتلال الإسرائيلي. كانوا يستخدمون الفلسطينيين عندما لم تكن الكلاب البوليسية أو الطائرات بدون طيار متاحة. توصل تحقيق أجرته شبكة سي إن إن في أكتوبر 2024 إلى أنه في حين أن نطاق وحجم هذه الممارسة غير معروفين، فإن شهادات المدنيين وجندي إسرائيلي أظهرت أن استخدام إسرائيل للفلسطينيين كدروع بشرية كان واسع الانتشار في جميع أنحاء قطاع غزة. في نوفمبر 2024، أكد تحقيق أجرته صحيفة واشنطن بوست هذه التحقيقات، حيث ذكر شهود عيان وضحايا وجندي إسرائيلي أن المدنيين كانوا يستخدمون كدروع بشرية لمنع إلحاق الأذى بالجنود الإسرائيليين.
في نوفمبر/تشرين الثاني 2024، أفادت منظمة الدفاع عن الأطفال الدولية عن ثلاث حوادث منفصلة، خلال الفترة من 15 إلى 20 أكتوبر/تشرين الأول 2024، حيث تم استخدام عائلات لديها أطفال صغار كدروع بشرية لحماية قوات الاحتلال الإسرائيلية في الهجمات على مخيم جباليا للاجئين ومستشفى إندونيسيا.
وأظهرت صور الأقمار الصناعية أن الجيش الإسرائيلي استخدم أيضًا مدرسة في قرية جحر الديك ومستشفى الصداقة التركي الفلسطيني كقواعد للعمليات العسكرية، مما أثار استنكار الحكومة التركية.
وذكرت شبكة سي إن إن في أكتوبر/تشرين الأول 2024 أن الجيش الإسرائيلي استخدم ممارسة تسمى "بروتوكول البعوض" في شمال غزة ومدينة غزة وخان يونس ورفح، حيث تم إرسال الفلسطينيين قسراً إلى مواقع خطيرة قبل دخول القوات الإسرائيلية.
وفي مارس/آذار 2025، قال جيش الاحتلال الإسرائيلي إن "قسم التحقيقات الجنائية في الشرطة العسكرية فتح تحقيقات بعد ظهور شكوك معقولة بشأن استخدام الفلسطينيين في مهام عسكرية أثناء العمليات".
وفي الشهر نفسه، نشرت شبكة سي بي إس نيوز مقابلة مع جندي إسرائيلي لم يكشف عن اسمه، اعترف فيه بأنه تلقى أوامر باستخدام الفلسطينيين بدلاً من الكلاب المدربة لتفتيش المباني، وأن وحدته ارتكبت أيضاً جرائم حرب أخرى، مثل تفجير المباني دون سبب. كما سمعت الشبكة من فلسطيني يبلغ من العمر 14 عاماً يدعى عمري سالم أن جنود الاحتلال الإسرائيلي في الضفة الغربية استخدموه وابن عمه البالغ من العمر تسع سنوات كدروع بشرية، وأن الجنود ضربوهم عندما حاولوا مقاومة الأوامر. وبحسب المبلغين الإسرائيليين في الجيش، فإن كبار الضباط كانوا على علم بهذه الانتهاكات منذ أكثر من عام، لكنهم لم يتخذوا أي إجراء لوقف هذه الممارسة.

#### الوفيات
هناك على الأقل حالتان معروفتان لفلسطينيين استخدمهم جيش الاحتلال الإسرائيلي كدروع بشرية وقتلهم في ساحة المعركة خلال الحرب الأخيرة بين إسرائيل وحماس، وفي كلتا الحالتين قُتلوا على أيدي الإسرائيليين.
الحالة الأولى حدثت في أغسطس 2024 في مدينة رفح. وكان الضحية رجلاً أجبر على تفتيش المباني في خانيونس عندما وصل قائد من لواء الناحال الذي لم يكن يعرفه. وقد حدد القائد على الفور هوية الضحية باعتباره فلسطينياً، ولم يكن يعلم أنه كان يقوم بعمل لصالح الجيش الإسرائيلي، فقام بسحب بندقيته وقتله على الفور.
في مايو 2024، استخدمت وحدة "ناحال" الإسرائيلية رجلاً فلسطينياً يبلغ من العمر 80 عاماً كدرع بشري من خلال ربط حبل متفجر حول رقبته وتهديده بتفجير رأسه. بقي الرجل المسن في شمال غزة بسبب صعوبة حركته هو وزوجته. ورغم أنه لم يكن قادرًا على الحركة إلا بمساعدة عكاز، أجبره الإسرائيليون على العمل كدرع لمدة ثماني ساعات، يمشي أمام الجنود أثناء تفتيشهم المنطقة، بينما ظلت زوجته محتجزة في المنزل. بعد انتهاء محنته، أمر الجنود الضحية وزوجته بالفرار إلى "المنطقة الإنسانية" جنوب غزة. إلا أن هؤلاء الجنود لم يبذلوا أي جهد للتواصل مع جهات أخرى بشأن الزوجين؛ وعندما رصدتهما مجموعات إسرائيلية أخرى في طريقهما، أعدمتهما في النهاية.

#### الكتب
- Baconi، Tareq (2018). Hamas Contained: The Rise and Pacification of Palestinian Resistance. Stanford, California: Stanford University Press. ISBN:9781503605817.
- Gordon، Neve (2008). Israel's Occupation. دار نشر جامعة كاليفورنيا. ISBN:978-0-520-25530-2. مؤرشف من الأصل في 2025-04-15.
- Gordon، Neve؛ Perugini، Nicola (2020). Human shields: a history of people in the line of fire. Oakland, California: University of California Press. ISBN:978-0-520-97228-5.
- Rosen، Richard D. (2012). "Chapter 15, The Protection of Civilians During the Israeli-Hamas Conflict: The Goldstone Report". في Lovell، David W.؛ Primoratz، Igor (المحررون). Protecting Civilians During Violent Conflict: Theoretical and Practical Issues for the 21st Century. Routledge. ISBN:9781317074342. مؤرشف من الأصل (ebk-ePUB) في 2023-12-04.
- Zanotti، Jim؛ Sharp، Jeremy M.؛ Migdalovitz، Carol؛ Addis، Casey L.؛ Blanchard، Christopher M. (2010). "Chapter 2: Israel and Hamas: Conflict in Gaza (2008 - 2009)". في Kardelj، Nejc (المحرر). Israel vs. Hamas. New York: Nova Science Publishers, Inc. ص. 67–112. ISBN:978-1-61470-176-7.

#### المقالات الصحفية
- Ezra، Ovadia (2015). "Israel's Human Shields Defense: Shielding Israeli War Crimes". Tikkun. ج. 30 ع. 4: 32–35. DOI:10.1215/08879982-3328817. S2CID:111013691. مؤرشف من الأصل في 2025-04-23.
- Otto، Roland (2004). "Neighbours as human shields? The Israel Defense Forces' "Early Warning Procedure" and international humanitarian law" (PDF). International Review of the Red Cross. ج. 86 ع. 856: 771–787. DOI:10.1017/S1560775500180459 (غير نشط 1 نوفمبر 2024). S2CID:146416861. مؤرشف من الأصل (PDF) في 2023-01-30.{{استشهاد بدورية محكمة}}:  صيانة الاستشهاد: وصلة دوي غير نشطة منذ 2024 (link)
- Rosen، Richard D. (2009). "Targeting Enemy Forces in the War on Terror: Preserving Civilian Immunity". Vanderbilt Journal of Transnational Law. ج. 42 ع. 3: 683–777. مؤرشف من الأصل في 2024-05-22.
- Rubinstein، Amnon؛ Roznai، Yaniv (2011). "Human Shields in Modern Armed Conflicts: The Need for a Proportionate Proportionality" (PDF). Stanford Law & Policy Review. ج. 22 ع. 1: 93–128. SSRN:1861161. مؤرشف من الأصل (PDF) في 2023-11-23.
- Schmitt، Michael N. (2008). "Human Shields in International Humanitarian Law". Israel Yearbook on Human Rights. ج. 38: 17–59. مؤرشف من الأصل في 2024-04-26.